# Räddningsstation Böda
Räddningsstation Böda är en av Sjöräddningssällskapets räddningsstationer.
Räddningsstation Böda ligger i Böda hamn. Den inrättades 1964 och har tre frivilliga. 

## Räddningsfarkoster
- 12-08 Rescue Ronald Bergman, ett 11,8 meter långt räddningsfartyg av Victoriaklass, byggd 1999
- Rescue Ölands Bank, en 5,2 meter lång öppen båt, byggd 2019 av Nordic Rescue Yamaha Center i Kiruna, en ombyggd Buster XL

## Tidigare räddningsfarkoster
- 5-02 Rescue Böda, en 5,4 meter lång Avon Searider ribbåt